# Vedel Simonsen
Lauritz Schebye Vedel Simonsen, född den 20 december 1780 på herrgården Elvedgaard på Fyn (som han 1832 ärvde efter sin far), död där den 12 juli 1858, var en dansk historiker. 
År 1803 tog han medicinsk examen och 1804 doktorsgraden, men ägnade sig sedan uteslutande åt historiska studier. Han utgav Udsigt over Nationalhistoriens ældste og mærkeligste Perioder (5 häften, 1813–1816) och framkom där för första gången med idén om den arkeologiska tredelningen (sten-, brons- och järnåldern), som Christian Jürgensen Thomsen ett årtionde senare fastslog; men det försök, som han därvid (1816) gjorde att framställa den danska adelns historia, vittnar mer om lärdom än kritik och blev strängt bedömt. Simonsen uppgav därefter fortsättningen och inskränkte sig sedan till vetenskapligt samlingsarbete samt författade 1840–1846 en mängd monografier om de danska riddarborgarnas byggnadssätt, om enskilda adelsmän samt fynska herrgårdars och städers historia. Han fick 1811 titeln professor och var vid sin död konferensråd. Gustav Ludvig Wad utgav 1916 hans brevväxling under 50 år med ungdomsvännen Erich Christian Werlauff.

## Utmärkelser
- Riddare av Dannebrogorden,  1826[2]
- Dannebrogsmännens hederstecken,  1836[2]
- Kommendör av Dannebrogorden,  1856[2]

[Redigera Wikidata]